# Twin Oaks (Wirginia)

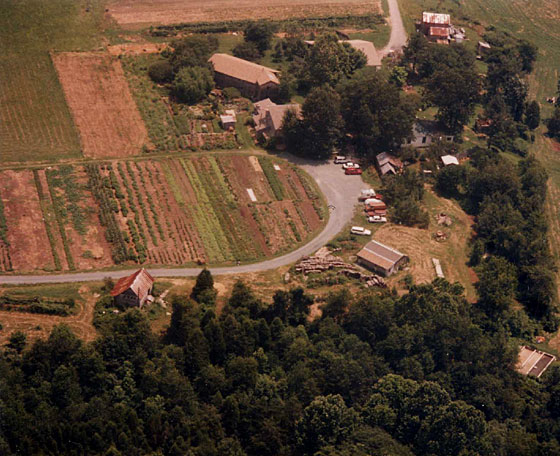
Główne wejście i wspólny ogród w Twin Oaks

Twin Oaks Community – ekowioska i wspólnota intencjonalna ok. 100 mieszkańców zajmująca powierzchnię 450 akrów w hrabstwie Louisa County w stanie Wirginia w Stanach Zjednoczonych. Jest członkiem Federation of Egalitarian Communities. Założona w 1967 jest jedną z najdłużej istniejących świeckich wspólnot intencjonalnych w Ameryce Północnej. Podstawowymi wartościami wspólnoty są kooperacja, egalitaryzm, non violence, zrównoważony rozwój i podział zysków.

## Powstanie wspólnoty
Wspólnota została założona w 1967 roku na terenie 123-akrowej (0,5 km²) farmy tytoniu przez grupę ośmiu studentów psychologii bez doświadczenia rolniczego.  Wśród nich była Kat Kinkade, późniejsza autorka dwóch książek o tej wspólnocie. 
Kiedy wspólnota powstawała, nie było jeszcze ruchu ekowiosek (powstał w 1995) ani zasad permakultury (poł. lat 70. XX w.), więc założyciele nie mieli dostępu do wypracowanych systemów czy idei. Inspiracją dla zawiązania wspólnoty była powieść psychologa B.F. Skinnera pt. Walden Two (1948) o fikcyjnej utopii behawioralnej. 
Powieść Skinnera Walden Two nawiązuje do zbioru esejów filozoficznych pt. Walden Thoreau, opowiadając się za życiem pełnym osobistego szczęścia, satysfakcjonującej pracy, wypoczynku i związków międzyludzkich, przy minimalnej konsumpcji; zaś przeciwko konkurencji, wojnom i konfliktom społecznym. W książce opisano wizytę w fikcyjnej „wspólnocie eksperymentalnej” w Stanach Zjednoczonych lat 40. XX w., w której produktywność i poczucie szczęścia obywateli dalece przekraczały przeciętną, dzięki naukowemu planowaniu życia społecznego oraz stosowaniu warunkowania instrumentalnego w wychowaniu dzieci.
Zgodnie z wizją Skinnera, członkowie-założyciele Twin Oaks mieli zamiar wychować lepiej przystosowane społecznie jednostki ludzkie poprzez cierpliwą edukację dzieci w systemie podobnym do kibucu. Dlatego też pierwsze swoje przedszkole nazwali Degani, tak jak nazywał się pierwszy kibuc. Jednak, podobnie jak w systemie kibucu, zasady wkrótce uległy rozluźnieniu i w roku 2004 Degani nie była już przedszkolem, tylko domem mieszkalnym.
Pierwotna wizja z powieści Skinnera wkrótce została w Twin Oaks zastąpiona zasadami egalitaryzmu. Początki istnienia wspólnoty były trudne – wielu członków z niej odchodziło, przybywało wielu nowych, członkowie nie mieli też znaczących dochodów. Według Kinkade wspólnota starała się zaradzić typowym problemom związanym z życiem w komunie (szczególnie lenistwu, obżarstwu i brakowi struktury) poprzez przyjęcie modelu pracy, w którym ma ona określone ramy, a mimo to daje się dostosować do poszczególnych osób i warunków.
Wspólnota do dziś (2013) stosuje system Planner-Manager i zmodyfikowane wersje pierwotnego systemu pracy i kredytu godzin, zaczerpnięte z książki Skinnera. Podobnie jak w powieści Skinnera, system kredytu pracy bazował początkowo na „zmiennych” godzinach kredytowych. Niektóre godziny miały większą wartość kredytową niż inne, aby uczynić każde zajęcie pożądanym. W obecnie używanym zmodyfikowanym systemie są stosowane „ustandaryzowane” kredyty; każde zajęcie we wspólnocie ma tę samą wartość, jeśli chodzi o godziny kredytu pracy.

## Życie członka wspólnoty
Twin Oaks ma około 100 członków (2010). Osoby zainteresowane zamieszkaniem we wspólnocie muszą przejść trzytygodniowy program wprowadzający. Zwiedzają w tym czasie wspólnotę, biorą udział w zajęciach pokazujących różne aspekty życia w Twin Oaks i pracują u boku obecnych członków wspólnoty. W przeciwieństwie do wielu wspólnot mieszkaniowych nie ma tu opłaty wpisowej ani kosztów wynajmu czy innych opłat związanych z kosztami życia. Podstawowe potrzeby – mieszkaniowe, odzieżowe, żywieniowe, zdrowotne – są zaspokajane w zamian za tydzień pracy.
Członek Twin Oaks pracuje ok. 42 godzin tygodniowo. Część pracy nastawiona jest na zdobycie przychodu, zaś pozostała część to prace domowe, takie jak ogrodnictwo, produkcja żywności, dojenie krów, gotowanie, sprzątanie, naprawa rowerów i samochodów, prace remontowe i opieka nad dziećmi. Większość członków wspólnoty Twin Oaks nie poświęca się jednemu zajęciu lecz zajmuje się różnymi dziedzinami pracy. Członkowie mogą też pracować poza wspólnotą. Dochód z tych zajęć może być przeznaczony na cele wspólnotowe, ale część może być traktowany jako „dochód wakacyjny” danej osoby. Nadgodziny w tygodniu są traktowane jako kredyt na czas urlopu.
Chociaż zabronione jest oglądanie telewizji, członkowie mają dostęp do internetu i komputerów publicznych. Mogą też oglądać filmy i nagrane programy telewizyjne. Członkowie urządzają też wspólne tańce, medytacje, dyskusje o literaturze, grają w gry planszowe czy występują w przedstawieniach musicalowych.
Członkowie Twin Oaks są przedstawicielami różnych wyznań. Są wśród nich zarówno chrześcijanie, jak i ateiści, poganie i buddyści. Odbywają się pogańskie zaręczyny, poprzez wiązanie rąk tkaniną, święta równonocy, obiady w Dniu Dziękczynienia oraz święto rocznicy powstania wspólnoty (16 lipca).
Każdy z członków ma własny pokój  – sypialnię (nawet mąż i żona), jednak pozostałe części domu są wspólne.
Członkowie już nie przybywają i ubywają tak licznie, jak to było na początku istnienia wspólnoty. Wielu byłych członków osiedliło się w pobliskich miastach Charlottesville i Louisa, aby utrzymywać kontakt ze wspólnotą.

## Firmy we wspólnocie
42-godzinny tydzień pracy jest dzielony między prace domowe i pracę nastawioną na przychód. W Twin Oaks istnieje kilka firm wspólnotowych, takich jak Twin Oaks Tofu, Twin Oaks Hammocks i Twin Oaks Book Indexing. Ponadto członkowie uprawiają nasiona dla Southern Exposure Seed Exchange. Łącznie te źródła generują dochód 600 000 dolarów rocznie. Pozwala on nabyć towary, których wspólnota nie wytwarza we własnym zakresie, a także wypłacić miesięczne stypendium każdemu członkowi wspólnoty, które może spożytkować na cele własne (np. nabyć przedmioty niedostępne we wspólnocie). W roku 2010 stypendium to wynosiło 86 dolarów miesięcznie dla każdego, niezależnie od wykonywanego zawodu. Mieszkańcy Twin Oaks uważają, że stabilność i długowieczność wspólnoty zawdzięczają jej zaangażowaniu w przynoszącą zyski produkcję tofu i hamaków.

## Twin Oaks i ruch wspólnotowy
Wspólnota Twin Oaks pomogła założyć trzy inne wspólnoty: odległą o ok. 7 mil (11 km) Acorn Community, Living Energy Farm, także w hrabstwie Louisa County, oraz East Wind Community w centralnej części stanu Missouri.
W sierpniu na terenie Twin Oaks odbywają się doroczne spotkania wspólnot, sponsorowane przez Fellowship for Intentional Community, którego główne biuro znajduje się na terenie wspólnoty – Communities Conference (185 uczestników spoza Twin Oaks i Acorn Community w 2012) i Women’s Gathering, skupiające ponad 100 kobiet.

## Twin Oaks w mediach
Historia Twin Oaks Community jest szczegółowo udokumentowana w dwóch książkach Kathleen (Kat) Kinkade, jednej ze współzałożycieli wspólnoty. W pierwszej z nich, zatytułowanej A Walden Two Experiment, opisano pierwsze 5 lat istnienia wspólnoty. Kolejna, pt. Is it Utopia Yet?, zawiera materiał zgromadzony w okresie 20 lat. Dzieje Twin Oaks dokumentuje również inna książka z lat 80. XX w., pt. Living the Dream autorstwa Ingrid Komar (matki ówczesnego członka wspólnoty). Wspólnotę opisywano w czasopismach i dziennikach (np. The Washington Post Magazine w 1998 zamieścił artykuł na okładce; Chicago Tribune, 1988; The New York Times Magazine, 1997; Los Angeles Times, 1997; St. Petersburg Times (Floryda), 1997), powstało także kilka prac magisterskich. Pełna lista publikacji znajduje się na stronie internetowej wspólnoty.

## Twin Oaks iekologia
Twin Oaks stara się być modelem zrównoważonego stylu życia. W miarę upływu lat kolejne domy budowano z coraz większym naciskiem na kwestie środowiskowe, a starsze domy wyposażano w panele solarne. Na terenie wspólnoty znajdują się toalety kompostowe. Ze względu na wspólnotowy model dzielenia się zasobami przeciętny członek Twin Oaks zużywa mniej zasobów niż przeciętny Amerykanin oraz samowystarczalność. Większość środków jest współdzielona, a wyjątkiem są rzeczy osobiste, trzymane w indywidualnych sypialniach. Wspólne są części domów, 17 samochodów i duża „biblioteka darmowych ubrań”; wspólnie też jada się posiłki. Członkowie Twin Oaks zużywają o 70% mniej benzyny, o 80% mniej elektryczności i o 76% mniej gazu naturalnego na jednostkę w porównaniu z sąsiadami.

## Problemy
Sama wspólnota przyznaje, że stworzenie idealnej wspólnoty jest wciąż przed nimi – i nawet wręcza odwiedzającym broszurki pt. „Not Utopia Yet”. Jednym z problemów jest niewystarczające poczucie prywatności. Ponadto osoby, które wybiorą życie w Twin Oaks, po kilku latach czują się tam „uwięzione”, ponieważ mają niewiele możliwości zgromadzenia majątku czy oszczędności.